# Dorit Rabinyan
Dorit Rabinyan (hebreiska: דורית רביניאן, persiska: دوریت ربینیان), född 25 september 1972 i Kfar Saba i Israel, är en israelisk författare som kommer från en iransk judisk familj. 2014 skrev Rabinyan romanen Gader òhayah (på svenska utgiven 2018 som Alla floder flyter mot havet), om en kärlekshistoria mellan en israelisk kvinna och en palestinsk man i New York. När den boken gavs ut i Israel, stämplade utbildningsministeriet boken som olämplig läsning - den ansågs uppmuntra till assimilering och blandäktenskap.  